# London Cab Challenge
London Cab Challenge es un videojuego de carreras desarrollado por Mere Mortals y publicado por Phoenix Games para PlayStation 2.

## Jugabilidad
London Cab Challenge es un juego de carreras/conducción similar a Crazy Taxi pero que utiliza un taxi británico.
Cada "misión" consiste en recoger y entregar a los clientes a sus destinos lo más rápido posible, todo ello sin salirse del carril adecuado y evitando colisiones con el tráfico. Una flecha verde aparece en la pantalla como guía de dirección, que cambia a roja cuando el lugar de destino está a la vista. Una flecha amarilla ayuda en la navegación, advirtiendo cuando una dirección puede ser peligrosa. Un velocímetro en pantalla muestra a qué velocidad va el taxi en todo momento.
Las misiones aumentan en dificultad a medida que avanza el juego y los mejores conductores obtienen recompensas que pueden usarse para mejorar el taxi. Las puntuaciones se registran en un tablero de clasificación.